# 高氯酸锶
高氯酸锶是一种化学物质，是锶的高氯酸盐。其分子式为Sr(ClO4)2。

## 化学性质
高氯酸锶具有很强的氧化作用，是一种很强的氧化剂。每摩爾高氯酸锶能释放出的氧气是相同物质的量的过氧化氢、高锰酸钾、高铁酸钾的1~8倍。

## 用途
高氯酸锶能提高养殖动物的免疫力，使养殖动物体重迅速增加，体质明显增强，可当做催肥、保健、增产的强化措施。
高氯酸锶可用于防治鲑鱼的脑粘体虫感染。
因其强氧化性，高氯酸锶可杀灭多种微生物。
当今，高氯酸锶复合剂已成为一种国际上流行的环保型消毒剂。